# Greatest Hits (альбом The Cure)
Greatest Hits — альбом-компиляция группы The Cure, вышедший в 2001 году.
Отношения группы со своим давним партнёром Fiction Records подходили к концу, и из-за этого The Cure должна была выпустить последний альбом для Fiction Records. Роберт Смит согласился выпустить альбом своих лучших хитов с условием, что все песни диска будут выбраны лично им.
Впоследствии, в состав диска вошли лучшие песни, сыгранные группой за 25 лет существования, и два новых хита — «Cut Here» и «Just Say Yes». Все песни были специально переаранжированы для коллекции.
Роберт Смит уговорил бывшего члена группы, Бориса Уильямса записать некоторые прошлые песни с новой аранжировкой. С первыми версиями Greatest Hits покупатели получали бонусный диск с акустическими хитами.
Greatest Hits были также выпущены на DVD.

## Список композиций
| Стандартное издание (Fiction/Polydor и Elektra) 1. Boys Don’t Cry 2. A Forest (Shortened Edit) 3. Let’s Go to Bed 4. The Walk 5. The Lovecats 6. In Between Days 7. Close to Me 8. Why Can’t I Be You? 9. Just Like Heaven 10. Lullaby 11. Lovesong 12. Never Enough (Single Version) 13. High 14. Friday I’m in Love 15. Mint Car 16. Wrong Number (Single Mix) 17. Cut Here 18. Just Say Yes | Британское издание (Fiction/Polydor) 1. Boys Don’t Cry 2. A Forest (Shortened Edit) 3. Let’s Go to Bed 4. The Lovecats 5. The Caterpillar 6. In Between Days 7. Close to Me (Remix) 8. Why Can’t I Be You? 9. Just Like Heaven (Single Mix) 10. Lullaby 11. Lovesong 12. Pictures of You (Single Mix) 13. Never Enough (Single Version) 14. High 15. Friday I’m in Love 16. Mint Car 17. Wrong Number (Single Mix) 18. Cut Here 19. Just Say Yes |

### Бонус-диск
Данный диск содержит акустические версии композиций с основного диска.
1. Boys Don’t Cry
2. A Forest
3. Let’s Go to Bed
4. The Walk
5. The Lovecats
6. In Between Days
7. Close to Me
8. Why Can’t I Be You?
9. Just Like Heaven
10. Lullaby
11. Lovesong
12. Never Enough
13. High
14. Friday I’m in Love
15. Mint Car
16. Wrong Number
17. Cut Here
18. Just Say Yes

## Участники записи
Участники записи бонус-диска, содержащего акустические версии композиций
- Роберт Смит — вокал, гитара
- Саймон Гэллап — бас-гитара
- Пэрри Бэмоунт — гитара
- Роджер О’Доннелл — пианино, гармоника
- Джейсон Купер — ударные, перкуссия
- Борис Уиллиамс — перкуссия